# Fundação Escola de Comércio Álvares Penteado
A Fundação Escola de Comércio Álvares Penteado (FECAP) é uma instituição brasileira de ensino superior, sem fins lucrativos, cujo campo de estudo é gestão de negócios. Fundada em 02 de junho de 1902, a FECAP detém a mais antiga certificação de utilidade pública do Brasil, desde 1915. A instituição também foi a primeira a abrir os cursos de Economia (1934) e Contabilidade (1939) no país.
Em 1992, o atual prédio da fundação, conhecido como Palácio do Comércio e projetado pelo arquiteto sueco Carlos Ekman, foi tombado pelo patrimônio histórico da cidade de São Paulo.

## Indicadores de qualidade
No ano de 2008 a FECAP ficou na quinta posição entre as universidades brasileiras, segundo o Ranking das Universidades do Guia do Estudante da Editora Abril . Nos anos de 2008, 2009 e 2010, segundo o IGC (Índice Geral de Cursos) do Ministério da Educação do Brasil (MEC), a instituição ficou classificada na trigésima sexta posição entre as Universidades, Institutos e Faculdades de todo Brasil.
O IGC também considerou a FECAP o melhor Centro Universitário privado do Brasil em 2008/2009. Mais ainda, no último ENADE (Exame Nacional de Desempenho de Estudantes) a FECAP atingiu a nota máxima, duplo 5, o que foi conquistado por apenas duas instituições na capital paulista.